# Podwójna parasolka Rashkinda
Podwójna parasolka Rashkinda - urządzenie medyczne, obecnie niestosowane, służące do przezskórnego zamykania przetrwałego przewodu tętniczego.
Urządzenie miało wygląd podwójnej parasolki, stykającej się szczytami. W Polsce stosowane było do 1999 i zostało zastąpione przez korek Amplatza, gdyż zabiegi z zastosowaniem podwójnej parasolki Raskinda, obarczone były niekompletnym usunięciem przecieku z pozostawieniem tak zwanego przecieku resztkowego.